# Holographis websteri
Holographis websteri är en akantusväxtart som beskrevs av T.F. Daniel. Holographis websteri ingår i släktet Holographis och familjen akantusväxter. Inga underarter finns listade i Catalogue of Life.